# Acritus minutus
Acritus minutus är en skalbaggsart som först beskrevs av Herbst 1791.  Acritus minutus ingår i släktet Acritus och familjen stumpbaggar. Enligt den finländska rödlistan är arten sårbar i Finland. Enligt den svenska rödlistan är arten nationellt utdöd i Sverige. Arten har tidigare förekommit i Götaland och Svealand men är numera lokalt utdöd. Artens livsmiljö är naturmoskogar. Inga underarter finns listade i Catalogue of Life.